# Problem osam topova
Problem osam topova ili samo problem topova poznati je kombinatorni problem šahovske matematike. Autor problema je engleski matematičar i sastavljač brojnih zagonetki Henry Dudeney.
Osnovni problem glasi: Na koliko načina maksimalan broj istobojnih topova može stajati na šahovskoj ploči (8 × 8 polja), a da se ne napadaju? 
Lagano možemo odgovoriti na pitanje maksimalnog broja topova. Kako imamo 8 redova i 8 stupaca, maksimalan je broj topova očito 8, a da imamo npr. 7 redova i 8 stupaca, maksimalan broj topova bio bi 7. Poopćimo ovo: ako imamo ploču n × n, maksimalan broj topova je upravo n, a ako imamo ploču k × m maksimalan broj topova je manji broj tog umnoška. 
Nešto je teže odgovoriti na drugi dio pitanja, ali prebrojavanje nije komplicirano u ovom slučaju. Kako imamo 8 istobojnih topova, imamo 8 kombinacija za postavljanje tog topa u prvom stupcu. Prvi je red popunjen. Za stavljanje drugog topa u drugi stupac imamo 7 slobodnih polja. Ako nastavimo zaključivati doći ćemo do broja {\displaystyle 8\cdot 7\cdot 6\cdot ...\cdot 2\cdot 1} što zapisujemo kao {\displaystyle 8!} (čitaj: osam faktorijela).
U slučaju kada broj topova ne mora odgovarati broju polja i stupaca (ploča {\displaystyle n\cdot n}), prebrojavanje ipak nije onako jednostavno. Tada se koristimo idejama elementarne kombinatorike.
Uzmimo za primjer 3 istobojna topa na standardnoj šahovskoj ploči. Neka su stupci označeni slovima {\displaystyle A,B,C,...,H}, a redovi brojevima {\displaystyle 1,2,3,...,8}. Tada 3 slova od 8 možemo grupirati na {\displaystyle {\frac {8!}{(8-3)!}}} {\displaystyle =8\cdot 7\cdot 6=336}  načina. No, svaku smo kombinaciju brojili {\displaystyle 3!} puta pa ukupan broj dijelimo tim brojem. I sada, za svaku tu kombinaciju imamo opet {\displaystyle {\frac {8!}{(8-3)!}}} kombinacija, no sada je poredak redova sada bitan (dvije dimenzije). To nam daje ukupan broj kombinacija koji iznosi 18,816. Dakle, imamo formulu za {\displaystyle t} topova na ploči {\displaystyle n\cdot n}, a ona glasi: {\displaystyle ({\frac {n!}{(n-t)!}})^{2}\cdot {\frac {1}{t!}}}.
Možemo postupiti i ovako.
Problem ćemo riješiti na istom primjeru. Primijetimo da bilo gdje se nalazio, svaki top udara na {\displaystyle 2n-1} drugih polja. Zbog toga, sljedeći top ima na raspolaganju {\displaystyle n^{2}-1(2n-1)} polja, treći  {\displaystyle n^{2}-2(2n-1)} polja, itd. Dobivamo formulu
{\displaystyle \sum _{t=1}^{t}n^{2}-(t-1)(2n-1)}.
Ovo očito stvara zanimljivu vezu: 
{\displaystyle ({\frac {n!}{(n-t)!}})^{2}\cdot {\frac {1}{t!}}=\sum _{t=1}^{t}n^{2}-(t-1)(2n-1)} za sve prirodne brojeve {\displaystyle t} {\displaystyle \leq } {\displaystyle n}.

Još teža varijacija problema je kada broj topova ne mora odgovarati broju redova i stupaca, ali niti broj redova ne mora odgovarati broju stupaca (ploča {\displaystyle k\cdot m}). Tada za prebrojavanje koristimo topovski polinom (eng. rook polynomial).